# Арсић
Арсић је српско презиме. Део их је пореклом из Црне Горе. Настало је од патронима Арса или Арсо, а јавља се у мјестима: Улцињ, Бар, Будва, Тиват, Рисан, Никшић. Доста припадника црногорских миграната носи ово презиме.
Потомци Арса Абрамовића (поријеклом из Бјелица, Црна Гора), населили су се у селу Ранилуг, општина Косовска Каменица, а цео тај крај је настањен досељеницима, махом из Црне Горе. У 19. вијеку та област је називана Летничка жупа Црна Гора, док су је Турци називали Карадаг што у преводу значи Црна Гора. Становништво је било и православне и католичке вјере. Католици су били под јурисдикцијом Барскога надбискупа који им је слао и свјештенство, иако је у Скопљу постојала надбискупија која им је била територијално ближа. Славе Светог Јована (20. јануар) и Светог Николу (19. децембар). Из Ранилуга су се миграцијама раширили широм Србије, Босне и Херцеговине, Хрватске и Црне Горе.